# Sebastian Kehl

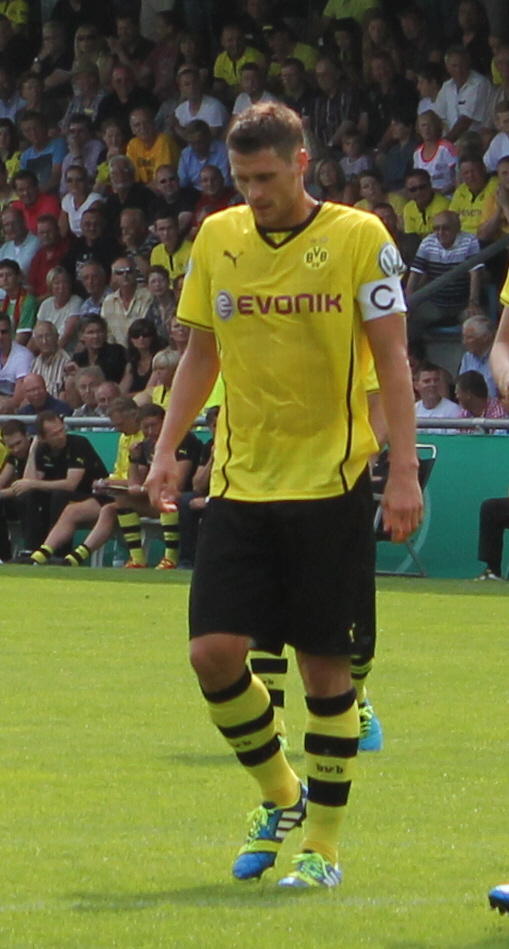
Sebastian Kehl (2013)

Sebastian Walter Kehl (* 13. Februar 1980 in Fulda) ist ein ehemaliger deutscher Fußballspieler und heutiger Funktionär. Von 2002 bis 2015 stand er bei Borussia Dortmund unter Vertrag, gewann drei deutsche Meisterschaften und stand in zwei Europapokalendspielen. 2002 wurde er mit der Nationalmannschaft Vizeweltmeister. Seit dem 1. Juli 2022 ist er Sportdirektor von Borussia Dortmund.

## Karriere als Spieler

### Verein
Sebastian Kehl begann mit fünf Jahren beim SV Lahrbach mit dem Fußballspielen. Mit 16 Jahren verließ er seine Geburtsstadt Fulda und wechselte zu Hannover 96. Mit 18 Jahren kam er zu seinen ersten Einsätzen in der 2. Bundesliga; insgesamt absolvierte er 32 Ligaspiele in zwei Saisons für die Niedersachsen. Nachdem er an der Carl-Friedrich-Gauß-Schule in Hemmingen das Abitur absolviert hatte, holte ihn Trainer Volker Finke im Jahr 2000 in die Bundesliga zum SC Freiburg, bei dem er die folgenden anderthalb Jahre verbrachte.
Kehl war ab Januar 2002 für Borussia Dortmund aktiv.

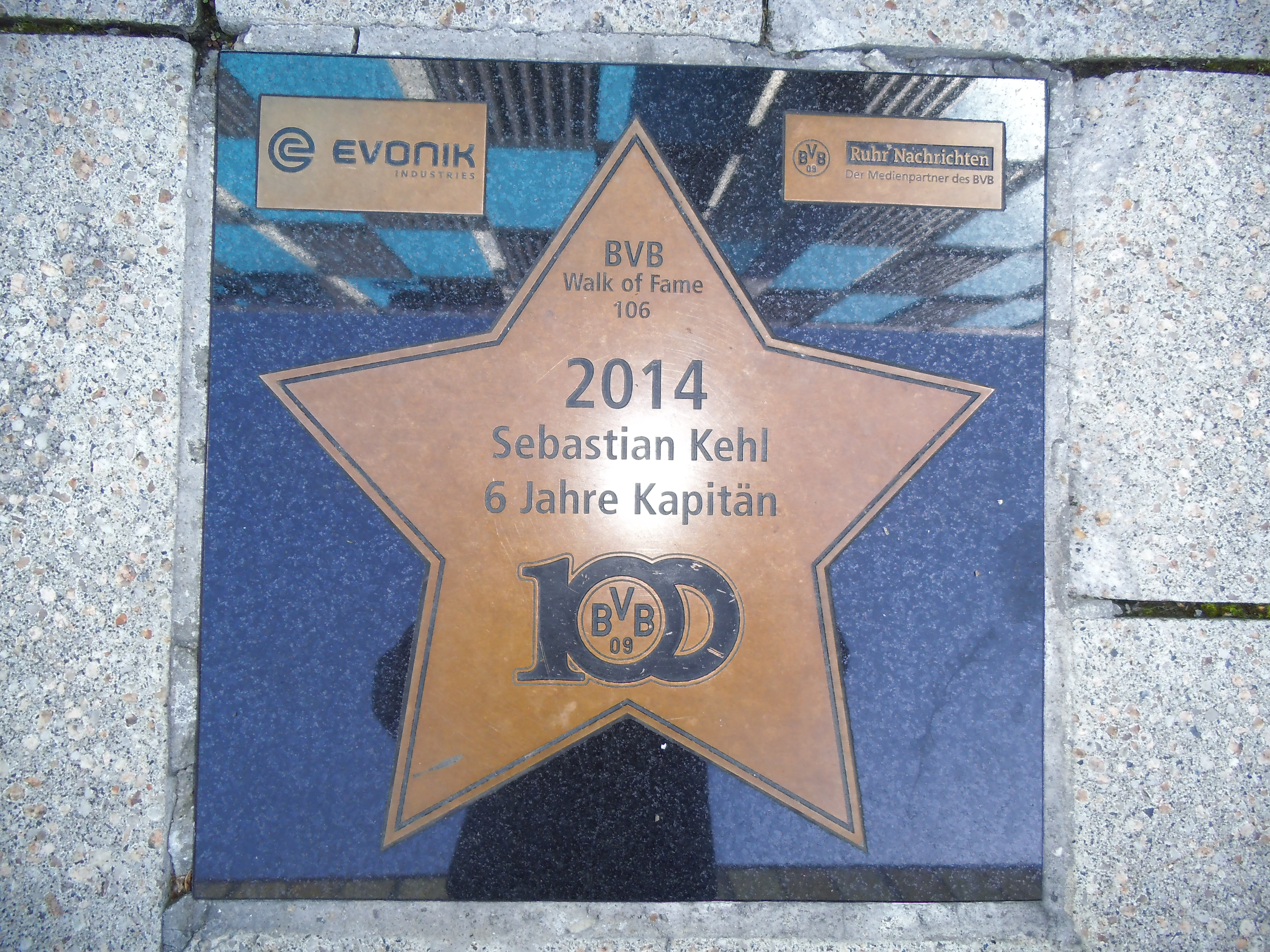
Sein Stern auf dem BVB Walk of Fame

In der Rückrunde wurde er mit Borussia Dortmund deutscher Meister. In der Saison 2004/05 erzielte er in 32 Spielen vier Tore und übertraf damit seine Bestmarke beim SC Freiburg. Im Zuge der Systemumstellung bei der Borussia war Kehl nun auch auf seiner Wunschposition angelangt: zentral vor der Abwehr.
Nach einem Zweikampf mit Hasan Salihamidžić am ersten Spieltag der Saison 2006/07 im Spiel gegen den FC Bayern München begann für Kehl die erste lange Verletzungsphase seiner Profikarriere. Die Fleischwunde, die bei Salihamidžićs Grätsche entstand, verheilte nur langsam und entzündete sich immer wieder, sodass Kehl erst am 4. Februar 2007 wieder ein Bundesligaspiel bestreiten konnte. Da er auch in der Folgezeit mehrfach mit Nachwirkungen der Verletzung zu kämpfen hatte, war er erst seit Mitte der Hinrunde 2007/08 wieder voll einsatzfähig und hatte so den Kontakt zur deutschen Nationalmannschaft, für die er 31 Spiele absolviert hatte, verloren. In derselben Saison stand er mit Borussia Dortmund im DFB-Pokal-Finale in Berlin, das die Mannschaft mit 1:2 gegen den FC Bayern München verlor.
Vom neuen BVB-Trainer Jürgen Klopp wurde Kehl im Trainingslager vor der Spielzeit 2008/09 zum Mannschaftskapitän ernannt. Am 16. Mai 2009 erzielte er beim 6:0-Sieg gegen Arminia Bielefeld zum ersten Mal in seiner Profikarriere zwei Tore in einem Bundesligaspiel.
Durch mehrere Verletzungen konnte er in der Saison 2010/11 lediglich sechs Spiele in der Bundesliga absolvieren; trotzdem wurde er im Mai 2011 mit dem BVB zum zweiten Mal nach 2002 deutscher Meister. 2012 folgte die dritte Meisterschaft, nachdem er sich in 25 Einsätzen wieder zu einem Leistungsträger entwickelt hatte. Zudem gewann er am 12. Mai das DFB-Pokal-Finale gegen den FC Bayern München mit 5:2 und damit das erste Double seiner Karriere und auch seines Vereins. Im April 2013 verlängerte der BVB den auslaufenden Vertrag um ein weiteres Jahr bis Juni 2014. Am 23. März 2014 verlängerte er seinen Vertrag um ein weiteres Jahr und kündigte sein Karriereende nach der Saison 2014/15 an. Kehl trat vor seiner letzten Spielzeit nach sechs Jahren als Mannschaftskapitän des BVB zurück. Am 7. April 2015 erzielte er sein einziges Tor im DFB-Pokal für Borussia Dortmund, als er im Viertelfinale gegen die TSG 1899 Hoffenheim in der 107. Minute den 3:2-Siegtreffer markierte. Nach dem DFB-Pokal-Finale gegen den VfL Wolfsburg am 30. Mai 2015 beendete Kehl im Alter von 35 Jahren seine Spielerkarriere.

### Nationalmannschaft
Kehl nahm mit der U-17-Nationalmannschaft an der Weltmeisterschaft 1997 in Ägypten teil, bei der er in sechs Spielen einen Treffer erzielte. Im Jahre 1998 wurde er Vize-Europameister mit der U-18-Nationalmannschaft.
Kehl war viele Jahre deutscher A-Nationalspieler. Sein erstes Spiel im Nationaltrikot war am 29. Mai 2001 in Bremen der 2:0-Sieg über die Slowakei. Er nahm mit der Nationalmannschaft an der Weltmeisterschaft 2002 in Japan und Südkorea, der Europameisterschaft 2004 in Portugal und an der Weltmeisterschaft 2006 in Deutschland teil. Das Spiel um den dritten Platz gegen Portugal, das mit 3:1 endete, war Kehls letztes von 31 Spielen im Nationaltrikot. Aufgrund seiner Verletzungen schaffte er es danach nicht mehr in den Kreis der Nationalmannschaft.

## Karriere als Funktionär
Seit der Fußball-Europameisterschaft 2016 war Kehl als Fußballexperte für das ZDF tätig.

### Leiter der Lizenzspielerabteilung
Am 1. Juni 2018 übernahm Kehl die neu geschaffene Position des Leiters der Lizenzspielerabteilung bei Borussia Dortmund. Hierfür beendete er sein Engagement beim ZDF.
Am 1. März 2021 wurde bestätigt, dass Sebastian Kehl 2022 die Nachfolge von Michael Zorc als BVB-Sportdirektor antreten wird.

### Sportdirektor
Zum 1. Juli 2022 hat er bei Borussia Dortmund den Posten des Sportdirektors angetreten. Er steht beim BVB bis Ende Juni 2027 unter Vertrag.

## Kritik
Sein Wechsel vom SC Freiburg zur Borussia sorgte für Schlagzeilen, da er im Sommer 2001 dem FC Bayern München die Zusage für einen Wechsel bis „spätestens 2003“ (Zeitpunkt des Auslaufens seines Vertrages beim SC Freiburg) erteilt hatte. Für die Zusage erhielt er ein Handgeld in Millionenhöhe. Als er sich im Winter für einen Wechsel zu Borussia Dortmund entschied, erstattete er das Handgeld dem FC Bayern mit Zinsen zurück. Dies führte von Seiten des FC Bayern zu Anschuldigungen gegenüber Kehl, da der Manager des FC Bayern, Uli Hoeneß, die Ansicht vertrat, Kehl habe bereits einen gültigen Vertrag mit dem Klub geschlossen. Auf Dortmunder Seite kritisierte Michael Meier die Praxis des FC Bayern, Spieler fremder Vereine vorab mit hohen Handgeldern auszustatten, obwohl sie mit ihren aktuellen Vereinen noch mehrfach gegen die Bayern antreten müssten. Bei einem Schlichtungsgespräch einigten sich die Klubs, den Transferstreit beizulegen. Kehl bat daraufhin den FC Bayern öffentlich um Entschuldigung und wechselte im Januar 2002 vom SC Freiburg zu Borussia Dortmund.

## Erfolge
Borussia Dortmund
- Deutscher Meister (3): 2002, 2011, 2012
  - Deutscher Vize-Meister (2): 2013, 2014
- DFB-Pokal (1): 2012
  - DFB-Pokal-Finalist (3): 2008, 2014, 2015
- DFL-Supercup (3): 2013, 2014, 2008 (inoffiziell)[20]
  - DFL-Ligapokal-Finalist (1): 2003
- Champions-League-Finalist (1): 2013
- UEFA-Pokal-Finalist (1): 2002

Nationalmannschaft
- Vize-Weltmeister (1): 2002
- Weltmeisterschafts-Dritter (1): 2006
- U18-Vize-Europameister (1): 1998
- 4. Platz U-17-Fußball-Weltmeisterschaft (1): 1997

## Auszeichnungen und Ehrungen
- Silbernes Lorbeerblatt: 2006 (als Mitglied des deutschen WM-Kaders)
- Tor des Monats: Juli 2012[21]
- Hessischer Verdienstorden am Bande: Februar 2020[22]
- Stern auf dem BVB Walk of Fame[23]

## Persönliches
Kehl war seit 2018 verheiratet. Vor der Hochzeit war er schon über 20 Jahre seit der gemeinsamen Schulzeit mit seiner Frau bekannt. Er und seine Frau gaben im August 2023 bekannt, sich getrennt zu haben. Sie haben drei gemeinsame Kinder.
Er unterstützt das Projekt Roterkeil.net als Werbebotschafter, das gegen Kinderprostitution kämpft. Seit dem 3. Juni 2003 ist Kehl im Rahmen des Projektes „Schule ohne Rassismus – Schule mit Courage“ Pate des Alexander-von-Humboldt-Gymnasiums im hessischen Lauterbach. Er gehört dem Kuratorium der Stiftung Jugendfußball an.
Kehl ist langjähriges Mitglied und ehemaliger Vertreter im Spielerrat der Spielergewerkschaft Vereinigung der Vertragsfußballspieler (VdV). Seit 2015 gehört er neben Hans Sarpei, Christoph Metzelder, Malte Metzelder, Benedikt Höwedes, Sergio Pinto, Rachid Azzouzi und Sascha Kopschina zu den TuS-Haltern-All-Stars.
Seit 2019 ist Kehl Mitglied des Kuratoriums der DFL Stiftung.